# Байгожа
Байгожа́ (каз. Байғожа) — село у складі Мендикаринського району Костанайської області Казахстану. Входить до складу Каракогинського сільського округу.
Населення — 37 осіб (2021; 151 у 2009, 212 у 1999, 189 у 1989).